# Гладково (Московская область)
Гладково — деревня в Ступинском районе Московской области в составе Городского поселения Ступино (до 2006 года входила в Староситненский сельский округ). На 2016 год Гладково фактически, дачный посёлок — при 3 жителях в деревне 3 улицы садовое товарищество. Впервые в исторических документах упоминается в 1577 году, как деревня Гладкое, с 1627 года по 1677 год — пустошь, с 1677 года — новоселенная деревня Глаткая. Деревня связана автобусным сообщением с соседними населёнными пунктами.

## Население
| 2002 | 2006 | 2010 |
| ---- | ---- | ---- |
| 27   | ↘9   | ↘3   |

Гладково расположено на юго-востоке центральной части района, на правом берегу реки Бунчиха (река), левого притока реки Каширка, высота центра деревни над уровнем моря — 174 м. Ближайшие населённые пункты на востоке: Родоманово на другом берегу реки и Куртино — примерно в 0,5 км.